# Волох, Пётр Васильевич
Пётр Васильевич Волох (30 декабря 1896 года, Покровская Слобода, Саратовская губерния — 25 августа 1943 года, погиб на Юго-Западном фронте) — советский военачальник, погиб на фронте в Великую Отечественную войну. Генерал-лейтенант танковых войск (7.06.1943).

## Начальная биография
Пётр Васильевич Волох родился 30 декабря 1896 года в Покровской Слободе Саратовской губернии (ныне — город Энгельс, Саратовская область).

## Военная служба

### Первая мировая и гражданская войны
В августе 1915 года был призван в ряды Русской Императорской армии и направлен в 94-й запасной полк (Казанский военный округ), а в июне 1916 года — на Юго-Западный фронт, где служил старшим унтер-офицером 1-го Туркестанского полка.
В декабре 1917 года вступил в ряды Красной гвардии, после чего был назначен на должность командира взвода, находясь на которой, принимал участие в подавлении восстания в Новоузенском уезде.
В августе 1918 года вступил в ряды РККА, после чего принимал участие в боевых действиях на Уральском фронте, находясь на должностях начальника отряда особого назначения и помощника начальника Покровского коммунистического отряда.
В марте 1920 года Пётр Васильевич Волох был назначен на должность военкома полка 4-й кавалерийской дивизии (1-я Конная армия), после чего принимал участие в боевых действиях на Северном Кавказе, в Егорлыкском сражении, освобождении Майкопа и Туапсе. В апреле — мае того же года дивизия была передислоцирована на Юго-Западный фронт, где Волох принял участие в советско-польской войне, в ходе которой участвовал в боевых действиях на житомирском, новоград-волынском, львовском направлениях и в районе Замостья.
С октября того же года участвовал в боевых действиях против войск под командованием генерала П. Н. Врангеля в Северной Таврии и в Крыму, с ноября 1920 года — против войск под командованием Н. И. Махно на Украине, а с мая 1921 года — против бандитизма на Северном Кавказе. За боевые отличия Пётр Васильевич Волох в 1923 году был награждён орденом Красного Знамени.

### Межвоенное время
После окончания боевых действий Волох продолжил служить в прежней должности в 4-й кавалерийской дивизии.
В январе 1924 года был направлен на учёбу в Ленинградскую военно-политическую школу, по окончании которой в октябре того же года был назначен на должность помощника военкома 94-го Крестьянского полка.
В октябре 1925 года был направлен на кавалерийские курсы усовершенствования командного состава в Новочеркасске, по окончании которых с сентября 1926 году служил в 76-м кавалерийском полку (Северо-Кавказский военный округ) на должностях командир эскадрона и начальника полковой школы.
В декабре 1930 года был направлен на академические курсы технического усовершенствования комсостава при Военно-технической академии им. Ф. Э. Дзержинского, по окончании которых был назначен на должность командира 1-го отдельного танкового батальона, а в марте 1934 года — на должность командира 12-го механизированного полка (12-я Кубанская казачья кавалерийская дивизия). При введении в 1935 году в РККА персональных воинских званий ему было присвоено звание майора, вскоре он получил звание полковника, а 17 февраля 1939 года — комбрига.
В 1936 году Пётр Васильевич Волох был награждён орденом Красной Звезды.
В августе 1937 года был назначен на должность командира 38-й танковой бригады, в июне 1940 года — на должность командира 11-й танковой дивизии (2-й механизированный корпус), а в марте 1941 года — на должность командира 18-го механизированного корпуса (Одесский военный округ). Генерал-майор танковых войск (4.06.1940).
В 1941 году окончил курсы усовершенствования начальствующего состава при Военной академии имени М. В. Фрунзе.

### Великая Отечественная война

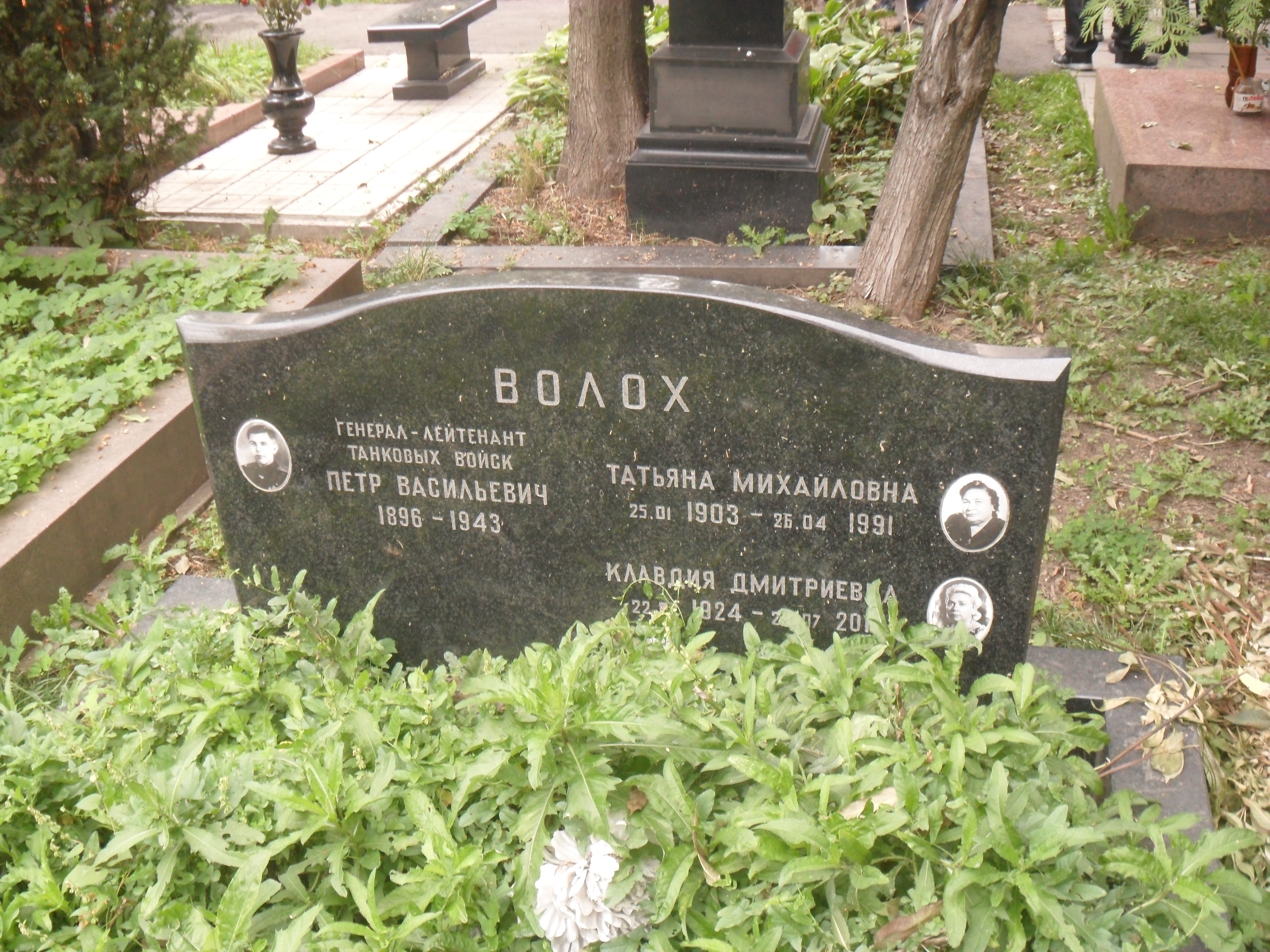
Могила Волоха на Новодевичьем кладбище Москвы.

Корпус под командованием П. В. Волоха принимал участие в ходе приграничного сражения на Южном фронте, Уманской оборонительной операции и оборонительных боёв в районе Винницы, обеспечивая отступление 6-й, 12-й и 18-й армий. В ходе обороны Днепропетровска корпус уничтожил большое количество орудий противника, за что Волох был награждён орденом Красного Знамени.
В октябре 1941 года Пётр Васильевич Волох был назначен на должность начальника управления, затем — на должность заместителя начальника Главного автобронетанкового управления по формированию и укомплектованию войск и учебных частей Красной Армии, в январе 1943 года — на должность начальника Главного управления формирования и боевой подготовки бронетанковых и механизированных войск Красной Армии, а в июне — на должность командующего бронетанковыми и механизированными войсками Юго-Западного фронта.
Генерал-лейтенант танковых войск Пётр Васильевич Волох 25 августа 1943 года погиб при налёте авиации противника. Похоронен на Новодевичье кладбище в Москве.

## Награды
- Орден Ленина (10.11.1942);
- Два ордена Красного Знамени (1923, 27.03.1942);
- Орден Суворова 2-й степени (26.10.1943);
- Орден Красной Звезды (16.08.1936);
- Медаль «XX лет Рабоче-Крестьянской Красной Армии» (22.02.1938)

## Память
- 2-му Саратовскому танковому училищу было присвоено имя генерал-лейтенанта танковых войск Петра Васильевича Волоха[1]
- Памятник генерал-лейтенанту в городе Изюм Харьковской области (скульптор Мотовилов Г. И., арх. Поляков Л. М.; 1950 г.);
- В Энгельсе в честь П. В. Волоха была названа улица[2]
- В 1997 году П. В. Волох был посмертно удостоен звания «Почетный гражданин города Энгельса».
- До 3 декабря 2022 года в Изюме была улица имени Волоха (переименована в улицу гетмана Полуботка).